# Île Saint-Phalle
L’île Saint-Phalle est une îlot de Nouvelle-Calédonie appartenant administrativement à Boulouparis.